# Ecnomina boogoo
Ecnomina boogoo là một loài Trichoptera trong họ Ecnomidae. Chúng phân bố ở miền Australasia.